# Центральний банк Бразилії
15°48′08″ пд. ш. 47°53′14″ зх. д. / 15.8022723° пд. ш. 47.8873462° зх. д.
Центральний банк Бразилії (порт. Banco central do Brasil) — Центральний банк Федеральної Республіки Бразилія.

## Історія
До заснування Центрального банку його обов'язки виконувала Суперинтенденція грошового обігу й кредиту, заснована в 1945 році з метою посилення контролю за діяльністю комерційних банків і для отримання необхідного досвіду і створення відповідної фінансової бази для майбутнього центрального банку країни.
31 грудня 1964 року на підставі закону № 4.595 був заснований Центральний банк Республіки Бразилія, який почав виконувати функції Банку Бразилії, Національної скарбниці та Суперинтенденції грошового обігу й кредиту. 18 лютого 1967 року банк було перейменовано на Центральний банк Бразилії.
За роки, передувавши заснуванню Центробанку, правлінням країни вироблялись відповідні механізми для повноцінного функціонування майбутнього банку. В 1985 році була проведена державна ініціатива з розділлення повновноважень і функціональних обов'язків Центробанку, Банку Бразилії та Національної скарбниці. Дана реформа тривала до 1988 року; за цей час повноваження Банку Бразилії поступово перейшли до Центробанку Бразилії.
Федеральна Конституція від 1988 року визначила першочерговий список завдань відносно діяльності Центробанку, серед яких варто виділити наступне: всі проекти указів Центробанку відносно монетарної та фінансової політики, емісії національної валюти і т.і. потребують попереднього схвалення Федерального Сенату по результатам таємного голосування і подальшого затвердження Президентом Республіки.

## Функції та статус
Статус, мета діяльності, функції і повноваження Центрального банку регулюються «Законом про Центральний банк», а також ухваленою в 1988 році конституцією Бразилії, що встановлює його особливий конституційно-правовий статус.

### Функції
Центральний банк Бразилії виконує такі функції:
- спільно з урядом країни розробляє і проводить єдину монетарну політику;
- захищає і забезпечує стійкість національної грошової одиниці — бразильського реалу;
- монопольно здійснює емісію й організовує грошовий обіг;
- організовує і здійснює валютне регулювання та валютний контроль відповідно до законодавства країни;
- здійснює управління золотовалютними резервами країни;
- виступає кредитором останньої інстанції для кредитних організацій, організовує систему їх рефінансування;
- встановлює правила здійснення розрахунків і проведення банківських операцій;
- ухвалює рішення про державну реєстрацію кредитних організацій, видає кредитним організаціям ліцензії на здійснення банківських операцій, припиняє їх дію і відкликає, здійснює нагляд за діяльністю кредитних організацій і банківських груп;
- встановлює і публікує офіційні курси іноземних валют щодо реала, організовує складання платіжного балансу країни.

### Правовий статус
Ключовим елементом правового статусу Центрального Банку є принцип незалежності. Він не є органом державної влади, водночас його повноваження за своєю правовою організацією відносять до функцій державної влади, оскільки їх реалізація передбачає вживання заходів державного примусу. Нормотворчі повноваження Центрального Банку передбачають його виняткові права на видання нормативних актів, обов'язкових для федеральних, регіональних і місцевих органів державної влади щодо питань, що відповідають його компетенції.

## Керівники[5]
| №  | Ім'я                                       | Початок терміну   | Закінчення терміну |
| -- | ------------------------------------------ | ----------------- | ------------------ |
| 1  | Denio Chagas Nogueira                      | 12 квітня 1965    | 21 березня 1967    |
| 2  | Ruy Aguiar da Silva Leme                   | 31 березня 1967   | 12 лютого 1968     |
| 3  | Ary Burguer (в. о.)                        | 8 лютого 1968     | 20 лютого 1968     |
| 4  | Ernane Galvêas                             | 21 лютого 1968    | 15 березня 1974    |
| 5  | Paulo Hortêncio Pereira Lira               | 15 березня 1974   | 14 березня 1979    |
| 6  | Carlos Brandão                             | 15 березня 1979   | 17 серпня 1979     |
| 7  | Ernane Galvêas                             | 17 серпня 1979    | 18 січня 1980      |
| 8  | Carlos Geraldo Langoni                     | 18 січня 1980     | 5 вересня 1983     |
| 9  | Affonso Celso Pastore                      | 5 вересня 1983    | 14 березня 1985    |
| 10 | Antonio Carlos Braga Lemgruber             | 15 березня 1985   | 28 серпня 1985     |
| 11 | Fernão Carlos Botelho Bracher              | 28 серпня 1985    | 11 лютого 1987     |
| 12 | Francisco Roberto André Gros               | 11 лютого 1987    | 30 квітня 1987     |
| 13 | Lycio de Faria (в. о.)                     | 30 квітня 1987    | 4 травня 1987      |
| 14 | Fernando Milliet de Oliveira               | 5 травня 1987     | 9 березня 1988     |
| 15 | Elmo de Araújo Camões                      | 9 березня 1988    | 22 червня 1989     |
| 16 | Wadico Waldir Bucchi                       | 23 червня 1989    | 14 березня 1990    |
| 17 | Ibrahim Eris                               | 15 березня 1990   | 17 травня 1991     |
| 18 | Francisco Roberto André Gros               | 17 травня 1991    | 16 листопада 1992  |
| 19 | Gustavo Jorge Laboissière Loyola           | 13 листопада 1992 | 29 березня 1993    |
| 20 | Paulo Cesar Ximenes Alves Ferreira         | 26 березня 1993   | 9 вересня 1993     |
| 21 | Pedro Sampaio Malan                        | 9 вересня 1993    | 31 грудня 1994     |
| 22 | Gustavo Henrique de Barroso Franco (в. о.) | 31 грудня 1994    | 11 січня 1995      |
| 23 | Persio Arida                               | 11 січня 1995     | 13 червня 1995     |
| 24 | Gustavo Jorge Laboissière Loyola           | 13 червня 1995    | 20 серпня 1997     |
| 25 | Gustavo Henrique de Barroso Franco         | 20 серпня 1997    | 4 березня 1999     |
| 26 | Arminio Fraga Neto                         | 4 березня 1999    | 1 січня 2003       |
| 27 | Henrique de Campos Meirelles               | 1 січня 2003      | 1 січня 2011       |
| 28 | Alexandre Antonio Tombini                  | 1 січня 2011      | 9 червня 2016      |
| 29 | Ilan Goldfajn                              | 9 червня 2016     | 28 лютого 2019     |
| 30 | Roberto Campos Neto                        | 28 лютого 2019    | —                  |